# Dronten
Dronten  è una municipalità dei Paesi Bassi di 39 825 abitanti situata sull'isola di Flevopolder, nella provincia di Flevoland. 
Il progetto della città fu iniziato negli anni '50, ma i primi edifici vennero costruiti nel 1960. Il nome Dronten fu dato alla municipalità il primo gennaio 1972.